# Shraddha Kapoor
Shraddha Kapoor (Mumbai, 3 marzo 1989) è un'attrice indiana.
Figlia dell'attore Shakti Kapoor, inizia la sua carriera con un piccolo ruolo nel film Teen Patti, seguito da una da protagonista in Luv Ka The End (2011). Riceve una nomination al Filmfare Award per la miglior attrice per la sua apprezzata interpretazione nel film drammatico Aashiqui 2 (2013), cui è seguita una parte in Ek Villain (2014) e in Haider (2014).

## Filmografia

### Cinema
- Teen Patti, regia di Leena Yadav (2010)
- Luv Ka the End, regia di Bumpy (2011)
- Aashiqui 2, regia di Mohit Suri (2013)
- Gori Tere Pyaar Mein!, regia di Punit Malhotra (2013)
- Ek Villain, regia di Mohit Suri (2014)
- Haider, regia di Vishal Bhardwaj (2014)
- Ungli, regia di Renzil D'Silva (2014)
- Any Body Can Dance 2, regia di Remo D'Souza (2015)
- Baaghi, regia di Sabbir Khan (2016)
- Rock On 2, regia di Shujaat Saudagar (2016)
- OK Jaanu, regia di Shaad Ali (2017)
- Half Girlfriend, regia di Mohit Suri (2017)
- Haseena Parkar, regia di Apoorva Lakhia (2017)
- Nawabzaade, regia di Jayesh Pradhan (2018)
- Stree, regia di Amar Kaushik (2018)
- Batti Gul Meter Chalu, regia di Shree Narayan Singh (2018)
- Saaho, regia di Sujeeth (2019)
- Chhichhore, regia di Nitesh Tiwari (2019)
- Street Dancer 3D, regia di Remo D'Souza (2020)
- Baaghi 3, regia di Ahmed Khan (2020)
- Nagin, regia di Vishal Furia (2021)
- Bhediya, regia di Amar Kaushik (2022)
- Chaalbaaz in London, regia di Pankaj Parashar (2022)
- Tu Jhoothi Main Makkaar, regia di Luv Ranjan (2023)